# Francisco Martínez de la Rosa
Francisco de Paula Martínez de la Rosa Berdejo Gómez y Arroyo (Granada, 10 de marzo de 1787-Madrid, 7 de febrero de 1862) fue un poeta, dramaturgo, político y diplomático español. Encabezó el gobierno del país durante el trienio liberal y, más adelante, fue nombrado presidente del Consejo de Ministros en 1834.

## Biografía
Era catedrático de Filosofía Moral por la Universidad de Granada (1808). Se sumó a las filas de los revolucionarios liberales durante la Guerra de la Independencia (1808-1814), y fue uno de los diputados de las Cortes de Cádiz que aprobó la Constitución de 1812. Por ello, fue encarcelado tras el regreso de Fernando VII y el restablecimiento del absolutismo en el presidio de Melilla, en el Fuerte de Victoria Grande.

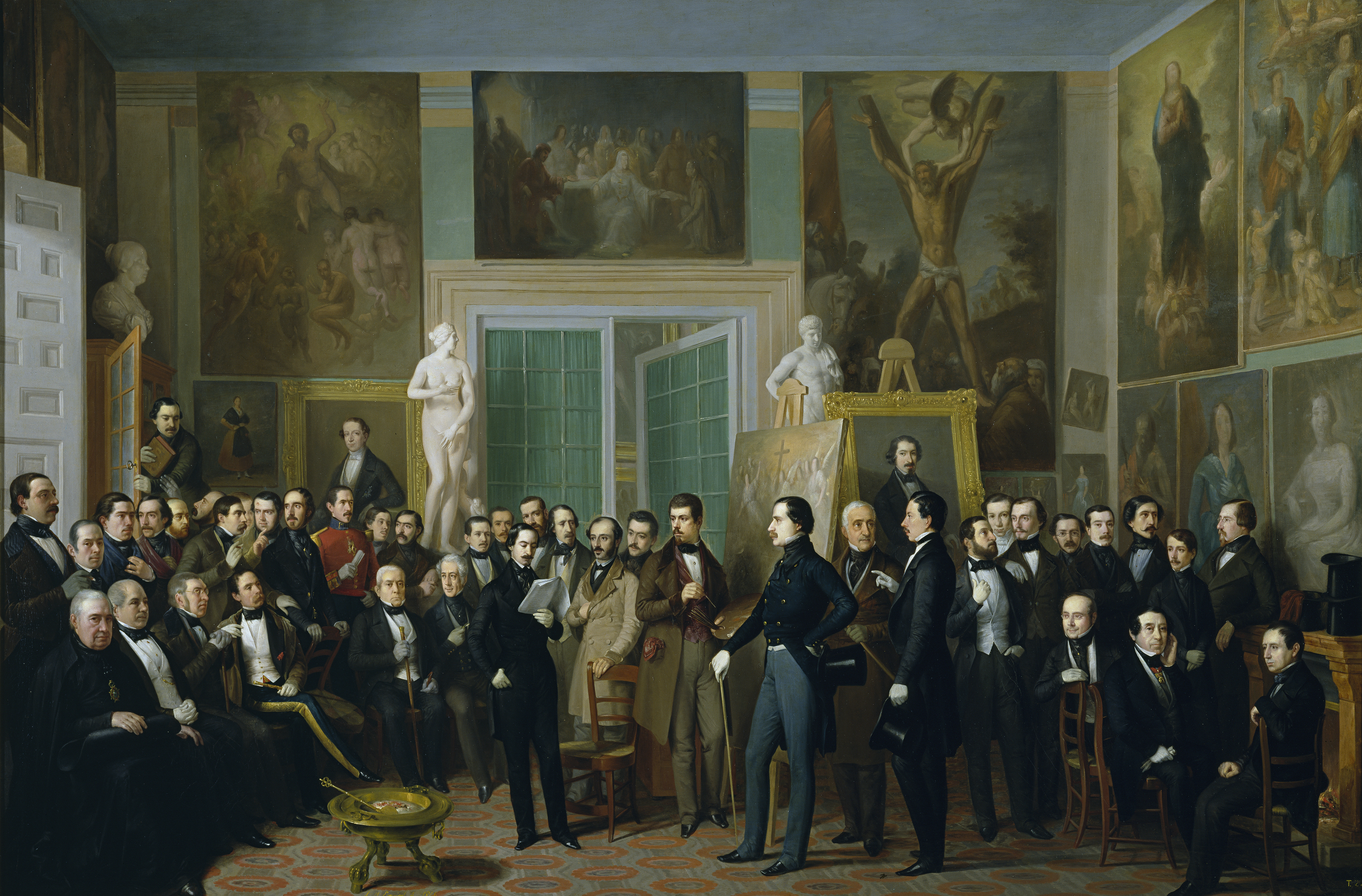
Francisco Martínez de la Rosa retratado en Los Poetas contemporáneos (1846) por Antonio María Esquivel, Museo del Prado, Madrid.

Recuperó la libertad durante el Trienio Liberal (1820-1823), en el cual asumió el liderazgo de la rama más moderada de los liberales (los «doceañistas») frente a la mayoría de «exaltados», e incluso encabezó el gobierno como ministro de Estado en 1822.
Su gabinete estuvo compuesto por José María Moscoso de Altamira (Gobierno), Diego Clemencín (Ultramar), Nicolás María Garelli (Justicia), Felipe Sierra Pambley (Hacienda), Luis María Balanzat de Orvay y Briones (Guerra) y Jacinto de Romarate (Marina).
Tras la sublevación de la Guardia Real en julio de 1822, presentó su dimisión, que le fue aceptada finalmente en agosto. Tras su caída, la situación se radicalizó. Por un lado, asumía el gobierno el sector de los exaltados mientras que, por otro, Fernando VII veía fracasar sus intentos de recuperar el poder absoluto y decidía recurrir a la intervención extranjera, que se haría efectiva con la intervención del ejército francés de los Cien Mil Hijos de San Luis, bajo los auspicios de la Santa Alianza, restableciendo la monarquía absoluta en España en octubre de 1823.

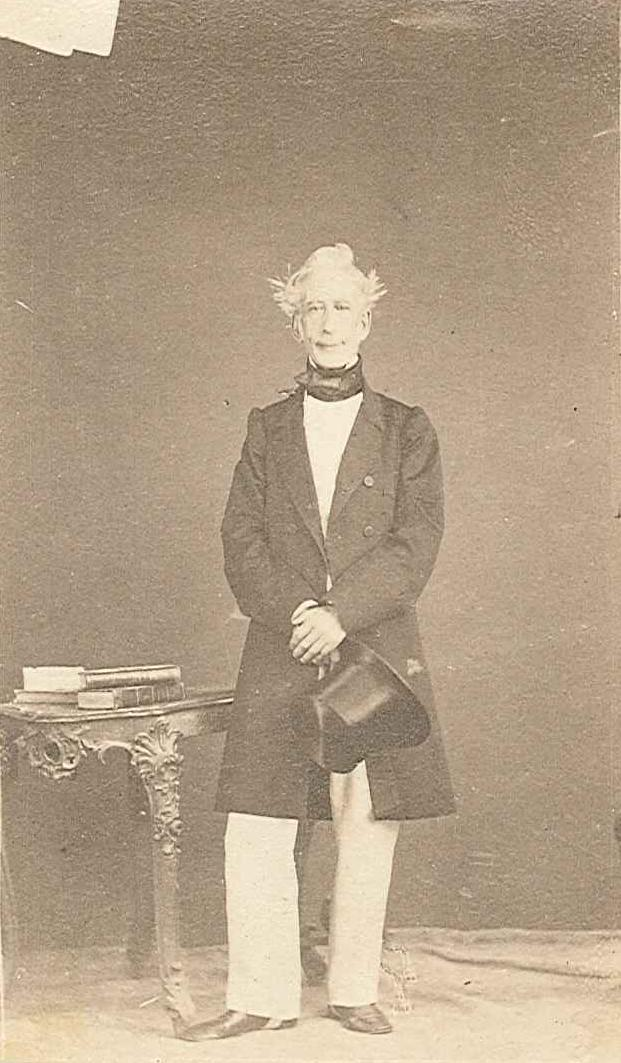
Francisco Martínez (1860)

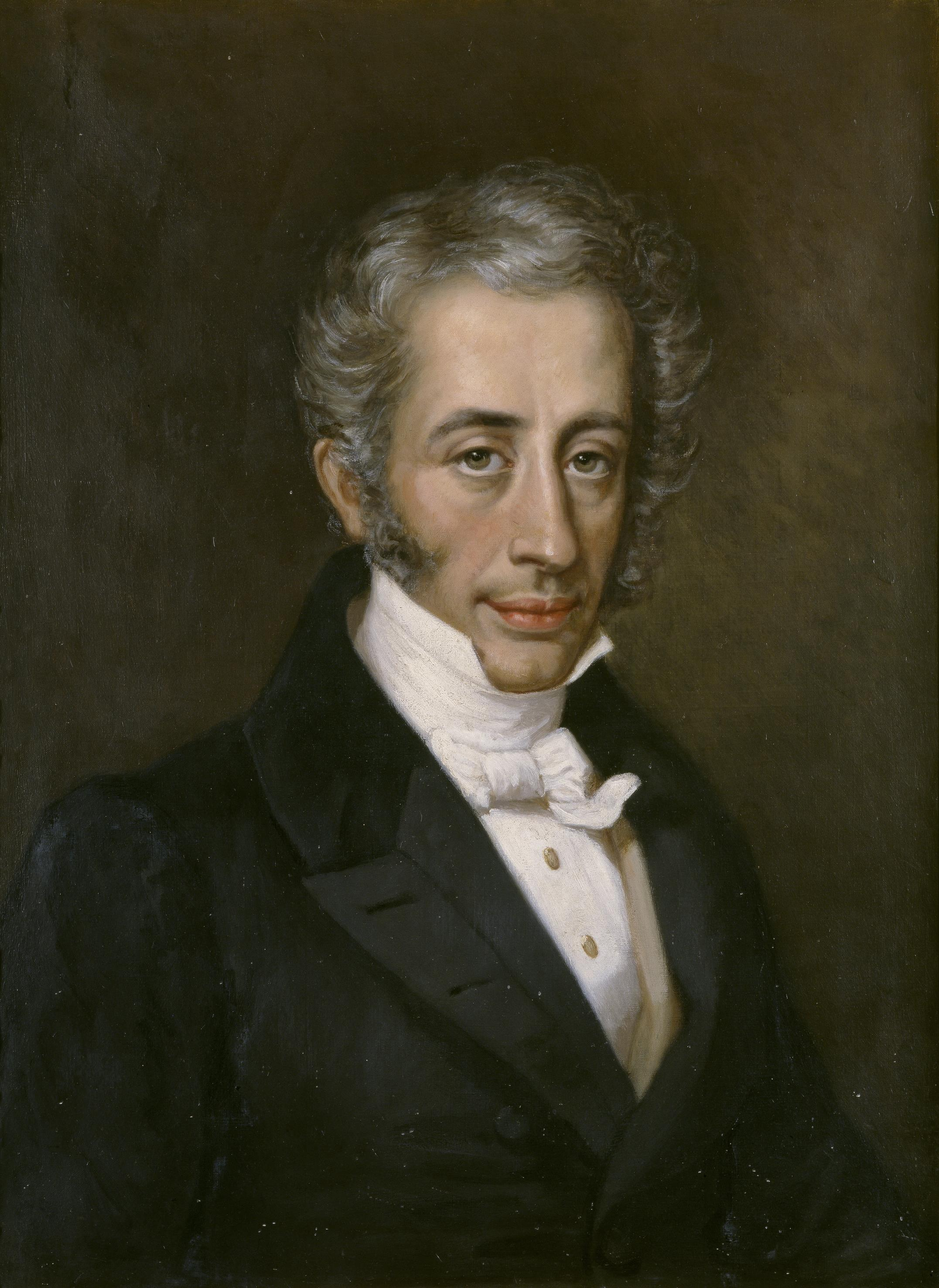
Francisco Martínez de la Rosa (c. 1881), por Gabriel Maureta, Museo del Prado. Copia inspirada en la litografía original de Federico de Madrazo, publicada en El Artista en 1835.

La consiguiente reacción absolutista durante la Década Ominosa (1823-1833), lo obligó a exiliarse en Francia y acabó de conducirlo a una postura ideológica ecléctica, inspirada en el liberalismo doctrinario de Guizot: en lo sucesivo defendería un liberalismo muy moderado que sirviera para una transacción con la monarquía y con los partidarios del absolutismo. Fue esa postura centrista la que llevó a la regente María Cristina a llamarlo para formar gobierno en 1834-1835.
En aquel periodo crucial, Martínez de la Rosa puso en pie un régimen de monarquía limitada con el primer Parlamento bicameral de la historia de España, reflejado en el Estatuto Real de 1834. Buscando el apoyo de la opinión liberal a la causa de Isabel II contra las pretensiones al trono de don Carlos, Martínez de la Rosa decretó la amnistía para los liberales encarcelados durante el periodo absolutista; pero, siempre en posiciones centristas, intentó también humanizar la guerra declarada contra los carlistas.
Su moderación fue sobrepasada enseguida por las aspiraciones radicales de los liberales exaltados, que llevaron al gobierno a líderes progresistas como Mendizábal e impusieron modelos constitucionales más abiertamente liberales (1836). En lo sucesivo, Martínez de la Rosa sería uno de los inspiradores de la formación del Partido Moderado, que había de presidir largos periodos de la vida política española, representando el ala conservadora del liberalismo, sobre la que descansó el reinado de Isabel II. Él mismo fue diputado, embajador en París y en Roma, presidente del Consejo de Estado, ministro de Estado (1844-1846 y 1857-1858) y presidente del Congreso de los Diputados (1851, 1857 y 1860).
Como escritor se inscribió en la línea de la primera generación del Romanticismo; destacó sobre todo en el terreno dramático (La conjuración de Venecia, 1834), aunque también practicó la poesía y el ensayo (El espíritu del siglo, 1851). Su prestigio intelectual le llevó a formar parte de las Reales Academias de España, entre estas la Real Academia Española (que presidió de 1839 a 1862), de la Historia, de Bellas Artes y de Jurisprudencia, así como a ser presidente del Ateneo de Madrid.

## Órdenes

#### Reino de España
- Caballero de la Orden del Toisón de Oro.[3]
- Caballero gran cruz de la Orden de Carlos III.[3]

#### Extranjeras
- Caballero de la Suprema Orden de Cristo.[3] (Reino de Portugal)
- Caballero gran cruz de la Orden de la Legión de Honor.[3] (Reino de Francia)
- Caballero gran cruz de la Orden del Redentor.[3] (Reino de Grecia)
- Caballero gran cruz de la Orden de la Cruz del Sur.[3] (Imperio del Brasil)
- Caballero gran cruz de la Orden del León Neerlandés.[3] (Reino de los Países Bajos)
- Caballero gran cruz de la Orden de Pio IX.[3] (Estados Pontificios)
- Caballero de la Orden de San Jenaro.[3] (Reino de las Dos Sicilias)
- Caballero de la Orden de San Fernando del Mérito.[4] (Reino de las Dos Sicilias)
- Caballero gran cruz de la Orden de los Santos Mauricio y Lázaro.[3] (Reino de Cerdeña)
- Caballero de la Orden de la Gloria.[3] (Imperio Otomano)

## Obras

### Dramas
- La viuda de Padilla (1812, Cádiz)
- Lo que puede un empleo (1812, Cádiz) Comedia satírica.
- La niña en casa y la madre en la máscara (1815)
- Los celos infundados o el marido en la chimenea (1824)
- Morayma (1815) Tragedia. (1.ª ed. París, Didot, 1829)
- Edipo (1829)
- La conjuración de Venecia (1830)
- Aben Humeya o la rebelión de los moriscos (1836)
- La boda y el duelo (1839)
- El español en Venecia o La cabeza encantada, comedia.
- Amor de padre, drama histórico. (1849)

### Novelas históricas
- Hernán Pérez del Pulgar, el de las hazañas. Bosquejo histórico. (Madrid, Imprenta de Jordán, 1834).
- Doña Isabel de Solís, reyna de Granada. (1837)

### Lírica
- Zaragoza: poema, Londres 1811.
- Poesías. Madrid, 1833
- Poética, Tortosa 1843

### Ensayos
- Espíritu del siglo. (1835, 1836, 1838)
- Bosquejo histórico de la política de España en tiempos de la dinastía austriaca. Madrid 1856
- La moralidad como norma de las acciones humanas. Madrid, 1856

### Educación
- Libro de los niños, primera edición 1839.[5]